# Sternnachtschwalbe
Die Sternnachtschwalbe (Caprimulgus stellatus) ist eine Vogelart aus der Familie der Nachtschwalben (Caprimulgidae).
Sie kommt in Äthiopien, Kenia, Somalia und Südsudan vor.
Ihr Verbreitungsgebiet umfasst trockenes, offenes Busch- und Grasland, auch steinige Halbwüsten und schwarze Lavafelder, auch sandige Böden, meist von 350–1000 m.

## Beschreibung

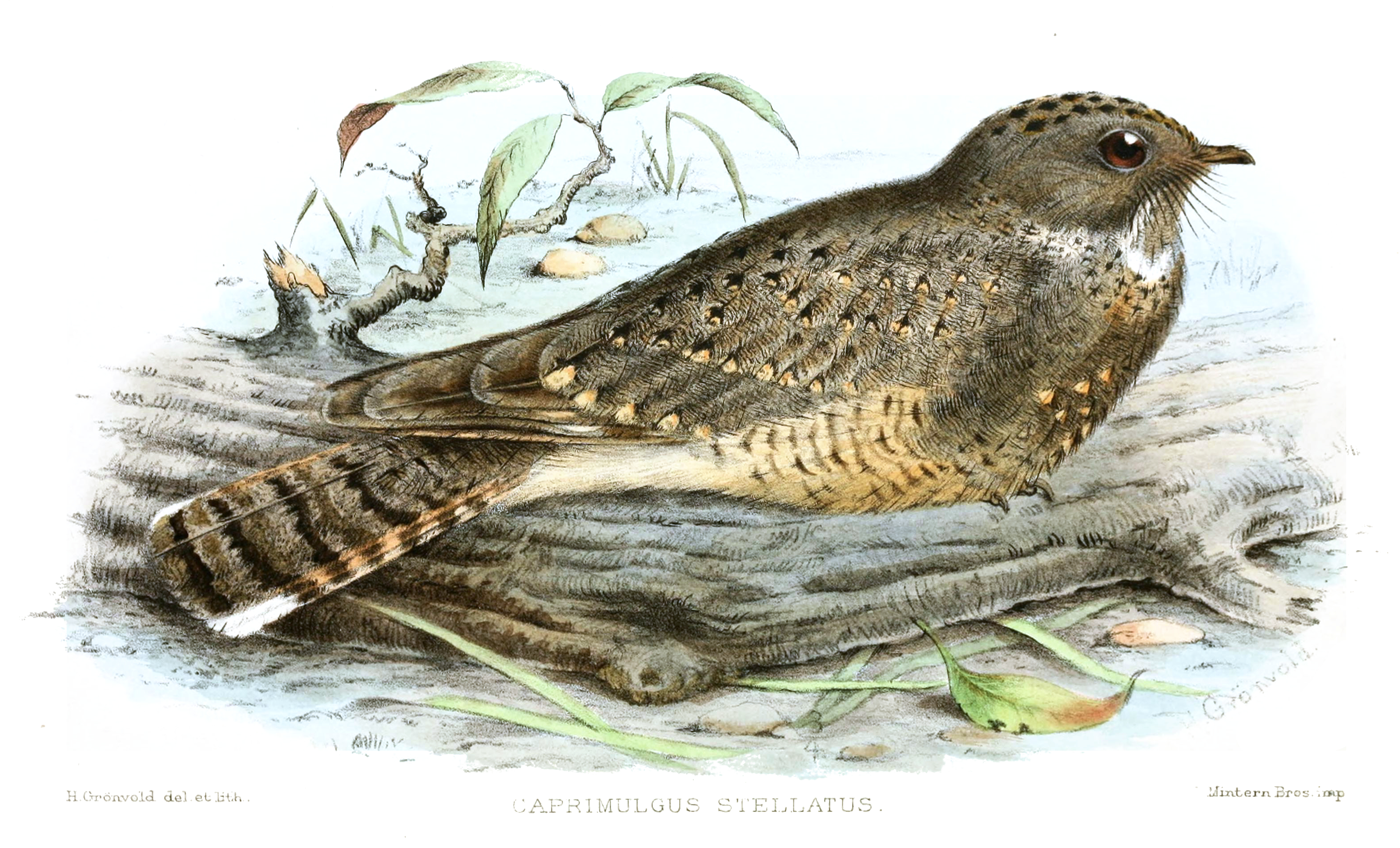
Sternnachtschwalbe, Illustration

Die Sternnachtschwalbe ist 21–23 cm groß, das Männchen wiegt zwischen 54 und 64 g, das Weibchen zwischen 50 und 69 g. Diese Nachtschwalbe ist relativ einfarbig dunkel mit Variationen von gräulich bis braun. Von der sehr ähnlichen Marmornachtschwalbe (Caprimulgus inornatus) ist sie am besten durch die kleineren weißen Ecken auf den äußeren Steuerfedern sowie durch die Stimme zu unterscheiden.
Der Scheitel ist wie die Oberseite und der Oberflügel braun. An der Kehle finden sich seitlich kleine weißliche Flecken. Auf dem Scheitel und den Schulterfedern sind sehr kleine schwarze Punkte abgrenzbar.”

## Stimme
Der Ruf des Männchens wird als sanftes, kläffendes pweu, pweu, pweu, pweu oder pwe-eh, pwe-eh, pwe-eh beschrieben.

## Geografische Variation
Diese Art wird oft als monotypisch angesehen, es kann aber eine Unterart abgegrenzt werden:
Es können dann folgende Unterarten unterschieden werden:
- C. s. stellatus Blundell & Lovat, 1899, Nominatform – Äthiopien, einziger alter Nachweis in Nordwest-Somalia
- C. s. simplex Neumann, 1907 – Äthiopien bis Südosten des Südsudans und bis Kenia

## Lebensweise
Die Nahrung besteht aus Nachtfaltern, Fangschrecken,  Käfern und Heuschrecken.
Die Brutzeit ist nicht bekannt.

## Gefährdungssituation
Die Sternnachtschwalbe gilt als „nicht gefährdet“ (least concern).